# Jan Schipper (voetballer)
Jan Schipper (Muntendam, 19 oktober 1947 – Zuidlaren, 23 maart 1985) was een Nederlands voetballer. Hij was verdediger bij het Groningse GVAV en FC Groningen. Ook speelde hij o.a. voor ACV in Assen en SC Veendam.

## Biografie
In de 226 wedstrijden die Jan Schipper voor GVAV en later FC Groningen speelde scoorde hij acht keer. Hij speelde van 1967 tot en met 1977 voor GVAV en FC Groningen en liet zich toen overschrijven naar de amateurclub ACV. Met deze club behaalde hij in 1978 het Nederlands amateurkampioenschap. In 1980 keerde hij terug naar het betaald voetbal en tekende hij een contract bij SC Veendam. Van 1981 tot 1984 kwam hij uit voor hoofdklasser Emmen.
Zijn grootste overwinning is de 6-1 in de thuiswedstrijd tegen FC Volendam op 30 mei 1976. Zijn grootste nederlaag is de 9-0 in de uitwedstrijd tegen Ajax op 6 januari 1974.
Jan Schipper overleed in 1985 op 37-jarige leeftijd aan een ongeneeslijke ziekte.